# Donna con ventaglio (Picasso 1909)
Donna con ventaglio è un dipinto a olio su tela (100x81 cm) realizzato dal pittore spagnolo Pablo Picasso, nel 1909. È conservato nel Museo Puškin di Mosca.
In questo quadro si può notare l'influsso che ebbe l'arte africana sulle opere di Picasso realizzate in questo periodo, ad esempio nei lineamenti cupi e scolpiti del viso e dalla forma ovale degli occhi.